# Wolfgang Staudinger
Wolfgang Staudinger (Berchtesgaden, 8 de septiembre de 1963) es un deportista alemán que compitió para la RFA en luge en la modalidad doble.
Participó en dos Juegos Olímpicos de Invierno, entre los años 1984 y 1988, obteniendo una medalla de bronce en Calgary 1988, en la prueba doble (junto con Thomas Schwab).
Ganó una medalla de bronce en el Campeonato Mundial de Luge de 1987 y dos medallas de oro en el Campeonato Europeo de Luge de 1988.

## Palmarés internacional
| Representando a la RFA |                  |                   |        |
| Juegos Olímpicos       |                  |                   |        |
| Año                    | Lugar            | Medalla           | Prueba |
| 1988                   | Calgary (Canadá) | Medalla de bronce | Doble  |
| Campeonato Mundial     |                  |                   |        |
| Año                    | Lugar            | Medalla           | Prueba |
| 1987                   | Igls (Austria)   | Medalla de bronce | Doble  |
| Campeonato Europeo     |                  |                   |        |
| Año                    | Lugar            | Medalla           | Prueba |
| 1988                   | Königssee (RFA)  | Medalla de oro    | Doble  |
| 1988                   | Königssee (RFA)  | Medalla de oro    | Equipo |